# Церква Успіння Пресвятої Богородиці (Речичани)
Церква Успіння Пресвятої Богородиці — чинна парафіяльна мурована церква на честь Успіння Богородиці у селі Речичани Львівського району Львівщини. У церкві відбуваються почергові богослужіння парафій ПЦУ та УГКЦ. Православна парафія належить до Городоцького деканату Львівсько-Сокальської єпархії ПЦУ, греко-католицька парафія належить до Стрийської єпархії УГКЦ. Престольне свято — 15 серпня (Успіння Богородиці).

## Розташування
Церква розташована при дорозі у центрі села Речичани.

## Історія
Перша згадка про церкву в селі Речичани датується 1578 роком. У 1762 році церква отримала привілей від графа Юзефа Мацея Шембека. 1878 року будівлю реставрували, підмурували та помалювали всередині. В інвентарі церкви, складеному в червні 1882 року, зазначено, що церква коштувала 100 злотих, дзвіниця — 42 злотих, а дзвони — 100 злотих. У 1888 році церква згоріла. 
У 1890 році було замовлено проєкт нової триверхої церкви у відомого українського архітектора Василя Нагірного. Церкву збудували у 1900 році, але будівництво виявилося занадто дорогим для громади, тому проєкт змінили з трьохверхої на одноверху споруду. Збудував церкву, за чотирьох місяців, зодчий Владислав Ланцуцький з Синяви. Церкву посвячено 7 жовтня 1900 року греко-католицьким єпископом Костянтином Чеховичем.
У 1898 році громада встановила новий кам'яний хрест Свободи, з нагоди святкування 50-річчя правління австрійського цісаря, замінивши старий дерев'яний. У 1950-х роках, під тиском комуністичної окупаційної влади, хрест було перенесено на цвинтар.
1930 та 1938 року, при пароху о. Федевичу, громада придбала нові дзвони. Парохом у селі був о. Івана Кормоша, батько Теофіла Кормоша. По Другій світовій війні церква була весь час чинна.
У церкві Успіння Богородиці збереглися богослужебні книги: «Тріодь цвітна» видана у Львові 1746 року, «Тріодь пісна» 1753 року, «Апостол» 1772 року. Також є запрестольна ікона «Богородиця з дитям на хмарах в оточенні ангелів» пензля українського маляра Стефана Томасевича (підпис «1905 р. С. І. Томасевич»).

### Перехід з УПЦ МП до ПЦУ
25 березня 2022 року відбулись збори релігійної громади, на яких парафіяни проголосували за вихід з УПЦ Московського патріархату та перехід до Православної церкви України. Митрополит Львівський та Сокальський Димитрій (Рудюк) прийняв парафію до складу Львівсько-Сокальської єпархії ПЦУ.

## Архітектура
Церква муровна,одноверха, хрещата в плані. Нава завершується великою восьмибічною банею з ліхтарем та маківкою. До гранчастої в плані апсиди вівтаря прибудовано невеликий приділ з дверями. Головні двері у бабинці, накриті невеликим дашком.
Дерев'яна двоярусна, стовпова у пані, дзвіниця, з нахиленими досередини стінами та пірамідальним наметовим дахом, знаходиться на захід від церкви. На надпоріжнику дверей дзвіниці вирізьблені дати: «АΨГІ» (1714) та «АЦЗ» (1907). Перша дата це, мабуть, час побудови дзвіниці, а друга — час її реставрації.